# Ophrys torrensis
Ophrys torrensis är en orkidéart som beskrevs av H.Dekker. Ophrys torrensis ingår i ofryssläktet, och familjen orkidéer.
Artens utbredningsområde är Italien. Inga underarter finns listade i Catalogue of Life.